# هابز و شاو
سریع و خشمگین تقدیم می‌کند: هابز و شاو (به انگلیسی: Fast & Furious Presents: Hobbs & Shaw) یک فیلم اکشن و ماجراجویی به کارگردانی دیوید لیچ و نویسندگی کریس مورگان است که در سال ۲۰۱۹ اکران شد. هابز و شاو نهمین قسمت و یک اسپین آف از مجموعه‌فیلم‌های سریع و خشمگین پس از وقایع سرنوشت خشمگین (۲۰۱۷) و قبل از وقایع اف۹ (۲۰۲۱) است. در این فیلم دواین جانسون و جیسون استاتهام به ترتیب در نقش‌های لوک هابز و دکارد شاو از سری اصلی در کنار بازیگرانی همچون ادریس البا، ونسا کربی، ایزا گونزالس، کلیف کرتیس و هلن میرن ایفای نقش می‌کنند. 
وین دیزل، ستاره و تهیه کننده مجموعه اولین بار در سال ۲۰۱۵ گفت که اسپین آف های احتمالی در مراحل اولیه توسعه هستند و هابز و شاو به طور رسمی در اکتبر ۲۰۱۷ معرفی شد. لیچ در آوریل ۲۰۱۸ برای کارگردانی قرارداد امضا کرد و کربی و البا هر دو در جولای به بازیگران اضافه شدند. . فیلمبرداری در سپتامبر آغاز شد و تا ژانویه ۲۰۱۹ ادامه یافت و بیشتر در لندن و گلاسکو انجام شد. هابز و شاو در ۱۳ ژوئیه ۲۰۱۹ در سالن تئاتر دالبی به نمایش درآمد و در ۲ اوت ۲۰۱۹ توسط یونیورسال پیکچرز در ایالات متحده اکران شد. این فیلم بیش از ۷۶۰ میلیون دلار در سرتاسر جهان فروخت و نقدهای متفاوتی از منتقدان دریافت کرد. دنباله ای از فیلم در حال توسعه است.

## خلاصه داستان
داستان، همکاری دور از انتظار شخصیت‌های اصلی، لوک هابز و دکارد شاو را دنبال می‌کند که با خواهر شاو، هتی، متحد می‌شوند تا با یک تروریست پیشرفته سایبری که جهان را با یک ویروس مرگبار تهدید می‌کند، مبارزه کنند.

## بازیگران
- دواین جانسون در نقش لوک هابز
- جیسون استاتهام در نقش دکارد شاو
- ونسا کربی در نقش هتی شاو: مأمور میدانی ام‌آی۶ و خواهر دکارد شاو.
- ادریس البا در نقش بریکستون: یک تروریست ژنتیکی پیشرفته سایبری و مامور میدانی سابق ام‌آی۶ که گذشته ای با دکارد دارد.
- هلن میرن در نقش مگدالن شاو: جنایتکار و مادر دکارد و هتی.
- ایزا گونزالس در نقش  مارگاریتا: دزد سرشناس، دوست و اکس سابق دکارد.
- رومن رینز در نقش متیو هابز: برادر لوک
- ادی مارسن در نقش پروفسور اندریکو: دانشمند و برنده دو جایزه نوبل که ویروس را ایجاد کرد.
- کلیف کرتیس در نقش جونا هابز، برادر بزرگ لوک، مکانیک و نابغه کامپیوتر.

راب دلینی در نقش مامور سیا و کارگردان فیلم دیوید لیچ در یک کمیو در نقش خلبان هلیکوپتر ایتیِن ظاهر می شوند. رایان رینولدز و کوین هارت نیز در چند سکانس کوتاه، حضور دارند.

## دنباله
در نوامبر ۲۰۱۹، گارسیا، تهیه‌کننده فیلم تأیید کرد که همه عوامل درگیر قصد دارند دنباله‌ای بسازند، و گفتگوها در مورد پروژه ادامه دارد. تا مارس ۲۰۲۰، جانسون تایید کرد که دنباله آن رسما در حال توسعه است، در حالی که تیم سازنه هنوز تصمیم گیری نکرده اند. گارسیا، تایید کرد که این پروژه به دنبال استقبال مثبت مخاطبان و موفقیت مالی هابز و شاو در حال توسعه است. تهیه کننده اعلام کرد که کریس مورگان مشغول نوشتن داستان است. در آوریل ۲۰۲۰، کریس مورگان رسماً به عنوان فیلمنامه نویس استخدام شد. جانسون برای فیلم بعدی ابراز هیجان کرد و بیان داشت که شخصیت‌های جدیدی از جمله قهرمانان، ضدقهرمانان و تبهکاران در فیلم بعدی معرفی خواهند شد.
در نوامبر ۲۰۲۱، جانسون فاش کرد که یک ایده اصلی برای دنباله ایجاد کرده و آن را به رئیس یونیورسال پیکچرز ارائه کرده است. او آن را "متضاد فیلم‌های سریع و خشمگین..." توصیف کرد. در اواخر همان ماه، گارسیا تأیید کرد که کار روی فیلمنامه در حال انجام است و پروژه را "بسیار جاه طلبانه" خواند.